# Test HIV

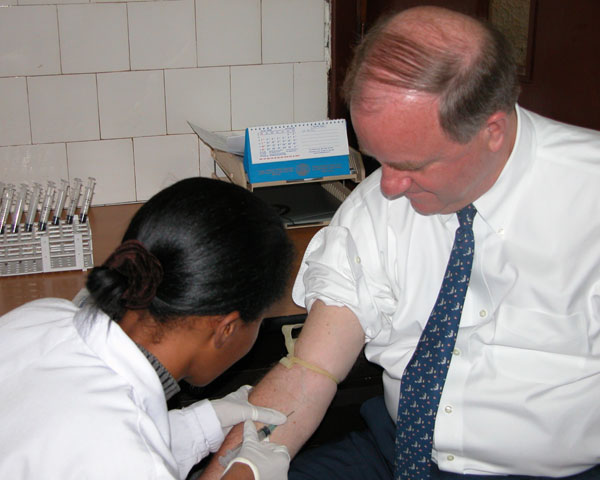
Randall L. Tobias, U.S. Global AIDS Coordinator, mentre si sottopone pubblicamente al test

Il test HIV, comunemente conosciuto anche come "test dell'AIDS" (dicitura impropria, nel caso della ricerca degli anticorpi anti-HIV, se la persona non è malata di AIDS, che infatti rappresenta solo la fase terminale dell'infezione da Hiv), può essere un test ELISA "combinato" ricerca gli anticorpi anti-HIV prodotti dall’individuo nonché parti di virus, come l'antigene p24.
Può mettere in evidenza l'avvenuta infezione già dopo 20 giorni e il periodo finestra è di 40 giorni dall’ultimo comportamento a rischio.

## I principali tipi di test

l'andamento durante le settimane dei livelli dell'antigene p24 e degli anticorpi avverso l'antigene p24 e gp41, rilevabili dai test ELISA combinati

### Il test ELISA
Il test più utilizzato prima del 2010 come test HIV è il test "HIV-Ab", che rivela la presenza nel sangue di anticorpi "anti-HIV", prodotti dall'organismo per contrastare il virus. Poiché il test HIV Ab viene spesso eseguito con il metodo ELISA, esso viene comunemente indicato come "test ELISA HIV1-2 Ab" (di III generazione) dove "Ab" sta per Antibody, ovvero anticorpo. Precisamente questo tipo di test cerca nel sangue gli anticorpi diretti contro gli antigeni gp41 e gp120 per l'HIV-1, o gp36 e gp105 per l'HIV-2. Tali antigeni sono glicoproteine presenti nell'envelope del virus, cioè nella sua parte esterna.
Al posto del test ELISA, si possono effettuare il test ELFA o il test MEIA, i quali hanno la stessa affidabilità. Il test ELISA presenta alcune sottovarianti, e spesso viene chiamato anche "test EIA", a seconda dell'acronimo utilizzato: Enzime Linked Immuno Sorbent Assay oppure Enzime-Linked Immunosorbent Assay.
Attualmente (2021) i test ELISA ematici usualmente utilizzati nei laboratori analisi sono di tipo "combinato", detti anche "test ELISA HIV1-2 Ab/Ag" (di IV generazione) dove Ag sta per antigene, ossia con la ricerca anche di proteine virali, come l'antigene p24, mentre i gli "autotest" (test eseguibili privatamente), disponibili nelle farmacie, sono di tipo anticorpale (di III generazione), ossia con la sola ricerca degli anticorpi.
Il test ELISA, eseguito privatamente, ha un costo modesto che si aggira sui 15-20 euro, ma presso alcune strutture pubbliche può essere effettuato gratuitamente, anonimamente e senza impegnativa del medico. In ogni caso, anche quando il test non è anonimo, è strettamente confidenziale, cioè il nome non viene pubblicizzato in alcun modo. Inoltre, questo test è diffusissimo e un qualunque grosso centro di analisi, non necessariamente specializzato in infettivologia, consente di effettuarlo (mentre per altri test più sofisticati, come la PCR, tipicamente, occorrono strutture specializzate).
Precisamente, il test può essere eseguito:
- nelle strutture pubbliche e private dove si effettuano prelievi
- nei Reparti Malattie Infettive degli Ospedali pubblici, anche senza impegnativa del medico
- nei Centri di cura delle M.S.T. (Malattie Sessualmente Trasmissibili), dove, spesso, non viene richiesta l'impegnativa del medico

#### Il periodo finestra
Il test ELISA non può essere eseguito subito dopo il possibile contagio; infatti, quando il virus HIV penetra nell'organismo, gli anticorpi anti-HIV non si formano subito: esiste il cosiddetto "periodo finestra", durante il quale si è stati contagiati e si è contagiosi, ma nell'organismo non è ancora avvenuta la sieroconversione, ossia «non si è ancora diventati sieropositivi», cioè non si sono ancora formati gli anticorpi specifici anti-HIV, né vi è in circolo nel sangue una quantità sufficiente di proteine virali come l'antigene p24.
Dunque il periodo finestra il test ELISA combinato risulta negativo sebbene si sia stati infettati, e di conseguenza, basandosi solo su di esso per rilevare la sieropositività, chiunque potrebbe essere contagiato dal virus anche se ciò non viene momentaneamente rilevato.
Il periodo finestra per il test ELISA combinato dura mediamente:
- 40 giorni, secondo  l'Istituto superiore di sanità[1]
- 18-45 giorni, secondo i Centers for Disease Control and Prevention (CDC) di Atlanta e secondo la Food and Drug Administration (FDA), con i test ELISA attualmente in uso nella maggior parte dei laboratori.[3][4]

IL periodo finestra per il test ELISA anticorpale (come i gli autotest disponibili in farmacia) è invece 90 giorni.

#### Procedure di indagine e risultati definitivi dei test
Si effettua un primo test dopo almeno un mese-un mese e mezzo, al fine di superare la durata media del periodo finestra, in modo che un risultato negativo cominci a dare un po' di tranquillità ed in modo che un risultato positivo permetta di agire tempestivamente.
Un risultato positivo del test ELISA necessita sempre di un test di conferma, noto come test Western Blot, per una diagnosi con assoluta certezza.
In sintesi, si ritiene quanto segue:
- un test ELISA negativo, concluso il periodo finestra, indica definitivamente che non è avvenuto il contagio
- un test ELISA positivo, confermato successivamente da un test Western Blot positivo, indica definitivamente che è avvenuto il contagio

## Test antigenici

### Test dell'antigene p24
Il test dell'antigene p24 ricerca nel sangue tale antigene, una proteina presente del core del virus HIV-1, cioè nella sua parte interna; la presenza di questa proteina nel sangue è indice di una elevata replicazione virale ed è rilevabile nel periodo immediatamente successivo al contagio (e nelle fasi avanzate della malattia); questo test può essere effettuato 2-6 settimane dopo il possibile contagio, poiché successivamente potrebbe anche negativizzarsi; mediamente diventa positivo dopo 16 giorni dal contagio. È da precisare però che, anche nel periodo indicato, la positività di questo test è frequente ma non certa, di conseguenza un suo risultato negativo non ha un valore definitivo ed occorre comunque effettuare il test ELISA.
C'è inoltre da precisare che questo test è relativo solo all'HIV-1 e non all'HIV-2. Tuttavia, è anche da ricordare che l'HIV-2, a causa della sua minore contagiosità, risulta diffuso solo in Africa occidentale, pertanto la sua presenza in Italia è ridotta a casi isolati.

## Test genetici

### Test di tipo NAT: la PCR qualitativa
Ci sono test, noti con l'acronimo NAT (Nucleic Acid Test), in grado di evidenziare direttamente la presenza di materiale genetico del virus, come HIV-RNA o HIV-DNA, nel sangue, mediante tecniche in grado di moltiplicare (amplificare) anche quantità estremamente piccole di tale materiale, per poi identificarlo e quantificarlo.
Una di queste tecniche, usata molto spesso, è nota come PCR (Polymerase Chain Reaction o reazione a catena della polimerasi). Esistono due tipi di test PCR per l'HIV: la PCR quantitativa, per misurare la viremia o carica virale, cioè per misurare quante copie virali ci sono nell'unità di volume di sangue, e la PCR qualitativa, che si limita soltanto a rilevare la presenza del materiale genetico del virus; mentre con la PCR qualitativa si può identificare o l'HIV-DNA provirale o HIV-RNA virale, la PCR quantitativa determina il numero di copie per unità di volume di HIV-RNA. La PCR per HIV-1 e la PCR per HIV-2 necessitano di primer distinti.
Anche se la PCR qualitativa non opera una quantificazione, in caso di possibile esposizione all'HIV, per stabilire se sia avvenuto il contagio si preferisce utilizzare la PCR qualitativa, poiché quella quantitativa può dar luogo a false positività, per cui è meglio utilizzarla solo in caso di contagio già precedentemente accertato.
Secondo i CDC di Atlanta e secondo la FDA, con la PCR qualitativa ed in generale con i test di tipo NAT, la durata media del periodo finestra si riduce a 12 giorni.
Inoltre un risultato negativo della PCR qualitativa dopo 28 giorni ha un'attendibilità superiore al 99%, ed è considerato dalla grande maggioranza dei medici già attendibile molto prima (15-20 giorni dopo l'evento a rischio). Tuttavia, solo per precauzione, si consiglia ugualmente il test ELISA dopo 3 mesi.

## Test di controllo
Una volta che sia stato accertato il contagio, la persona HIV+ deve monitorare nel tempo le proprie condizioni. Per valutare l'evoluzione della malattia e l'efficacia della terapia adottata, in particolare, sono due i test da affiancare, eseguendoli periodicamente: la determinazione della carica virale nel sangue e la conta dei linfociti CD4; se la carica virale scende e la conta dei CD4 sale, allora significa che la terapia adottata si sta rivelando efficace.
Altri importanti test sono i test di resistenza, che valutano a quali farmaci sono divenuti resistenti i ceppi di HIV presenti nell'organismo e, quindi, servono a stabilire quale terapia adottare successivamente.

### Determinazione della carica virale nel sangue
La carica virale nel sangue, o viremia, è rappresentata dal numero di copie virali presenti nell'unità di volume di sangue. Tipicamente, questo valore viene espresso in numero di copie per ml (millilitro) di sangue.
I test, tutti di tipo NAT, usati per la misura della viremia sono:
- la PCR quantitativa, o Q-PCR (Quantitative Polymerase Chain Reaction), usata molto frequentemente che, come già detto in precedenza, quantifica l'HIV-RNA
- il test bDNA (branched-chain DNA)
- il test NASBA (Nucleid Acid Sequence-Based Amplification)

Essi consentono di misurare valori di viremia compresi tra qualche decina di copie ed un milione di copie per ml.
Se il valore di viremia, pur non essendo nullo, è al di sotto di tale intervallo (per cui questi test non sono in grado di misurarlo), si dice che la viremia non è rilevabile. Valori di viremia non rilevabili si riscontrano, di solito, in pazienti trattati con la HAART (Highly Active Antiretroviral Therapy); valori di viremia dell'ordine delle centinaia di migliaia di copie per ml si riscontrano spesso durante la sindrome similmononucleosica, che corrisponde alla infezione acuta primaria, la prima fase dell'infezione da HIV che si manifesta nelle prime settimane successive al contagio.

#### Carica virale in forma logaritmica
I valori della carica virale del sangue possono oscillare di molti ordini di grandezza. Per ridurre tali oscillazioni, rendendo più agevole la lettura del valore ottenuto, spesso si utilizza la carica virale in forma logaritmica (Log Viral Load), che è il logaritmo in base 10 del valore di carica virale. Per esempio, se la carica virale è 100 copie/ml, la Log Viral Load vale 2 (log10100 = 2); se la carica virale è 1 000 000 copie/ml, la Log Viral Load vale 6 (log101.000.000 = 6).

### La conta dei linfociti CD4
I linfociti CD4 sono particolari linfociti T. La conta dei linfociti CD4 è la determinazione del numero di linfociti CD4 presenti nell'unità di volume di sangue. Tipicamente, questo valore viene espresso in numero di linfociti CD4 per µl (microlitro) di sangue. Le persone non infette da HIV presentano un numero di linfociti CD4 per µl di sangue uguale mediamente a 1.100. Nelle persone con infezione da HIV tale valore può calare drammaticamente, provocando la possibile comparsa delle infezioni opportunistiche, dalle quali, con un numero ridotto di linfociti CD4, l'organismo non è più in grado di difendersi.
Quando il valore della conta dei CD4 scende al di sotto di 200, è raccomandato l'inizio della profilassi contro alcune di tali infezioni.
Oltre al valore "assoluto" dei linfociti CD4, è importante controllare la percentuale di linfociti CD4 rispetto a tutti i linfociti T, quindi il rapporto tra numero di linfociti T CD4 e numero di linfociti T CD8. Nelle persone non infette, il valore di questo rapporto oscilla tra 1 e 2, mentre in quelle infette esso può scendere molto al di sotto di 1.